# Dino Grandi
Dino Grandi (4. června 1895 Mordano – 21. května 1988 Bologna) byl italský fašistický politik, významná postava fašistického režimu v Itálii. Působil jako náměstek ministra spravedlnosti, ministr zahraničních věcí a předseda dolní sněmovny. Hrál důležitou roli při zániku Mussoliniho režimu v červenci 1943.

## Život
Grandi se narodil do bohaté rodiny v regionu Romagna. Jeho otec Lino byl správcem velkého panství a matka Domenica Gentiliniová učitelkou. První tři ročníky základní školy absolvoval v Mordanu a zbylé dva v nedaleké Bagnaře, pak navštěvoval v letech 1905 až 1910 gymnázium v Imole. Poté se zapsal na gymnázium Liceo Minghetti v Bologni, ale téměř okamžitě přestoupil na klasické gymnázium Ariosto ve Ferraře. V 16 letech ho oslovil politický program Národní demokratické ligy. Setkal se s Romolem Murrim a Giuseppem Donatim, vůdci strany. Obdivoval Alfreda Orianiho pro jeho nezávislost úsudku a vlastenectví.
V roce 1913 Dino Grandi složil maturitu a zapsal se na právnickou fakultu Boloňské univerzity. Mezi jeho učitele patřili Giacomo Venezian, Silvio Perozzi a Giorgio Del Vecchio. Začátkem listopadu 1913 si Grandi v časopise Resto del Carlino přečetl článek Giovanniho Borelliho, který ho silně zasáhl. Rozhodl se napsat reakci a poslal ji do ravennského deníku Corriere di Romagna. Noviny jeho text 13. listopadu uveřejnily na titulní straně. Borelli na něj reagoval na titulní straně deníku Carlino. Zájem, který v něm mladý univerzitní student vzbudil, Grandimu otevřel dveře těchto významných boloňských novin. V redakci Carlina se Grandi setkal s Nellem Quilicim, který byl o pět let starší než on, a vzniklo mezi nimi upřímné a trvalé přátelství.
Z kulturního hlediska si mladý novinář za svého učitele zvolil Giuseppa Prezzoliniho, zakladatele a šéfredaktora časopisu La Voce (1908-1916). Grandi sledoval i celostátní politiku a 20. října 1914 byl Carlinem pověřen, aby vypracoval reportáž z celostátního vedení Socialistické strany, které se sešlo v Bologni, aby soudilo Benita Mussoliniho. Šéf stranického listu Avanti! Mussolini v těchto novinách vyjádřil své intervencionistické názory, který však nebyly v souladu s oficiální linií. Mussolini byl vyloučen ze strany a krátce nato založil vlastní deník. 17. listopadu, tři dny po zahájení nového Mussoliniho periodika Popolo d'Italia, napsal Grandi Mussolinimu dopis s projevem solidarity. Události se začaly rychle valit. 24. května 1915 začala v Itálii mobilizace. 4. června 1915 Dino Grandi oslavil 20. narozeniny a téhož dne oblékl vojenskou uniformu.
Po skončení první světové války 11. března 1919 Grandi opustil svůj pluk horských myslivců. Bylo mu řečeno, aby se obrátil na ministerstvo války v Římě, kde se může ucházet o jinou funkci. Po několika měsících se mu podařilo dosáhnout přeložení do Bologni na vojenský tribunál, kde mohl zároveň pokračovat ve studiu na univerzitě. V říjnu promoval diplomovou prací z politické ekonomie s názvem Společnost národů a volný obchod. V následujícím roce po propuštění z armády zahájil kariéru právníka, nastoupil do zavedené advokátní kanceláře v Bologni a otevřel si vlastní kancelář v Imole. „Byl zklamán výsledky poválečného období, které se tak lišilo od snů z počátku války, i neschopností liberálního státu, jehož vládnoucí třída se mu jevila jako neschopná obnovy. Grandi by se pravděpodobně věnoval jen právu nebo žurnalistice, kdyby se v říjnu 1920 v Imole nestal terčem útoku extrémních levičáků." Když za bílého dne procházel po ulici v centru města, dva lidé na něj pětkrát vystřelili z pistole, a o dva dny později jeho kancelář úplně zdemolovali levicoví militanti. Grandi vyvázl bez zranění, ale po útoku se rozhodl, že už nemůže politiku jenom sledovat, ale musí sám jednat. Do té doby nebyl členem žádné politické strany.

### Začátek politické činnosti
V září 1920 se Grandi připojil k fašistické organizaci Fascio di Combattimento v Bologni, kde se rychle ujal vedoucí role. Byl pověřen vedením týdeníku L'Assalto, orgánu hnutí, a byl zvolen do vedení organizace. Ve volbách v roce 1921 byl na kandidátce Národního bloku: byl zvolen do Poslanecké sněmovny ve volebním obvodu Bologna-Romagna; jeho zvolení však bylo o rok později anulováno spolu s volbou Bottaie a Farinacciho, protože v době hlasování žádný z nich nedosáhl požadovaného věku.
Grandiho kariéra v politickém hnutí Benita Mussoliniho rychle postupovala. V roce 1921 byl zvolen regionálním tajemníkem emilijských fašistů. Zúčastnil se pochodu na Ravennu ve dnech 11. a 12. září 1921. Na celostátním kongresu v Římě, který se konal ve dnech 7. až 10. listopadu, dorazili Grandi a Pietro Marsich jako vůdcové stranické opozice. Na jevišti pak Grandi uznal vedení Benita Mussoliniho demonstrativním „bratrským objetím"; tento ústupek byl vyměněn za vyškrtnutí paktu se socialisty z fašistické agendy. Mussolini tak dosáhl svého cíle a neutralizoval vnitřní opozici. Grandi pak stal součástí celostátního vedení nově vzniklé Národní fašistické strany.
Roku 1922 se proslavil Italo Balbo. V čele fašistických bojůvek obsadil různá města: nejprve svou vlastní Ferraru, poté Rovigo a Bolognu. Pak přišla řada na Ravennu. 26. července Balbo nařídil mobilizaci squadristů z Romagny a Bologni a město bylo obsazeno. Následovaly bitky, ničení a požáry. Z Říma, kde se nacházel, byl Grandi vyslán do Ravenny, aby zprostředkoval dohodu s republikány. Dohody bylo dosaženo a Ubaldo Comandini, šéf republikánů z Romagny, s Grandim podepsal příměří (Balbo se jednání neúčastnil). Smír byl jen dočasný, protože zabití jednoho z fašistů způsobilo obnovení bojů a nový útok na město. Následovala okupace Ancony, Trenta a Bolzana. Grandi nesouhlasil s transformací strany na armádu a podal rezignaci na funkci člena vedení. Byla odmítnuta, ale od té doby se prý rozhodl omezit svou aktivitu.
Grandi se neúčastnil pochodu na Řím 28. října 1922, po kterém Mussolini převzal vládu v Itálii. To Grandiho přesvědčilo, že země se konečně zklidní. Proto se vrátil do Bologni, kde obnovil svou advokátní kancelář a chtěl se vrátit ke své profesi. V soudních síních v Romagně se setkal s Ubaldem Comandinim, rovněž právníkem a publicistou. V lednu 1923 Benito Mussolini založil Velkou fašistickou radu, jejímž členem se Grandi stal. Zúčastnil se však pouze úvodních zasedání, a pak přestal být zván. V tomto roce napsal předmluvu k Murriho knize Ideální dobytí státu. V květnu se stal mimořádným komisařem ferrarské federace.

### Vládní působení

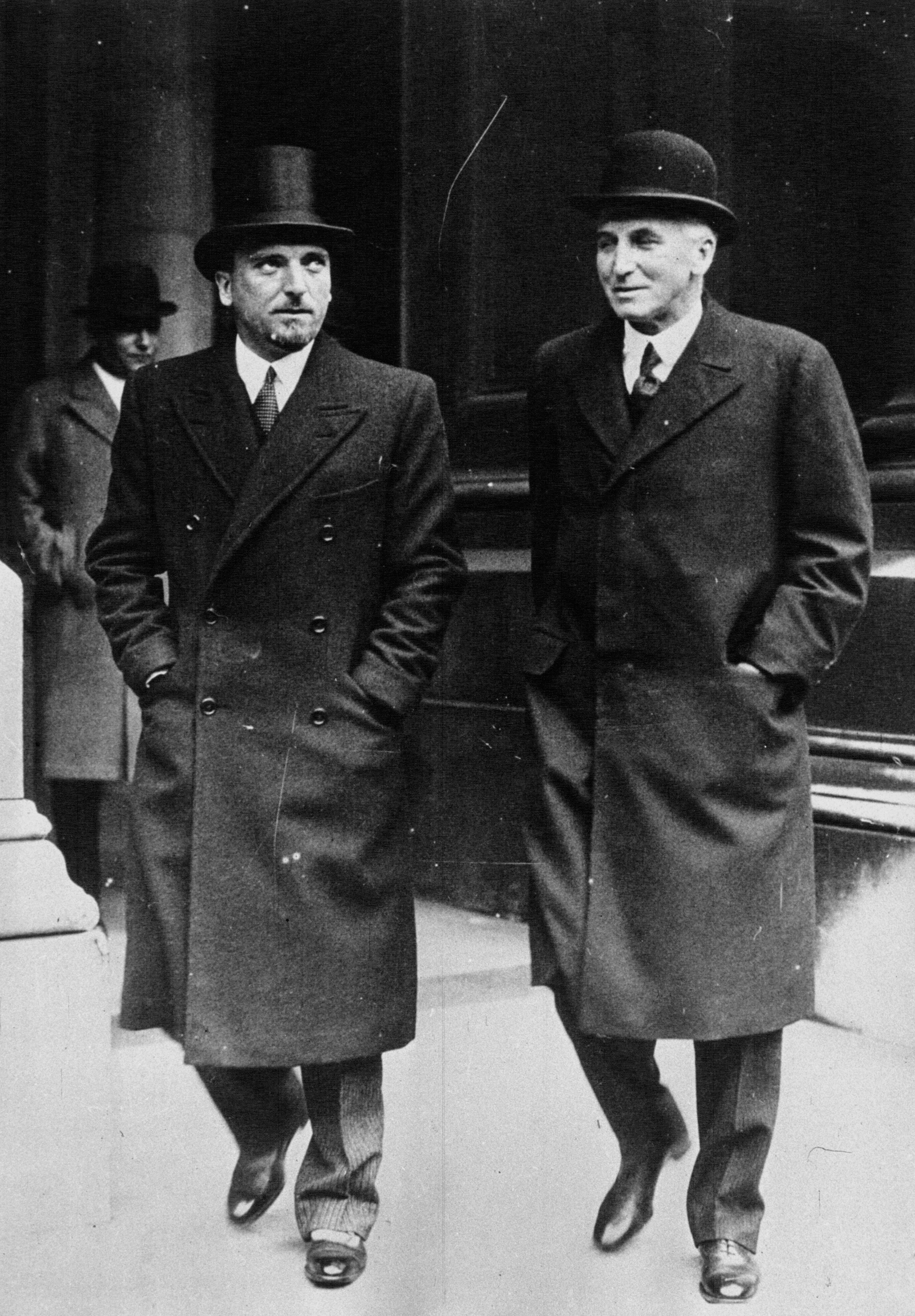
Dino Grandi (vlevo) s britským ministrem zahraničí Johnem Simonem

Až do roku 1924 Grandi omezoval svou účast na národním politickém životě a věnoval se hlavně svému povolání. V dubnu ho Mussolini, aby získal hlasy umírněných a liberálů, nechal zvolit do sněmovny a vrátil ho do Velké rady. Krátce po volbách se Grandi oženil s Antoniettou Brizziovou, bohatou statkářkou z provincie Bologna. Z tohoto svazku se narodili syn Franco (1925-2004) a dcera Simonetta.
Během krize, která následovala po vraždě Matteottiho, byl Grandi prvním zástupcem většiny, který vystoupil v doplní komoře parlamentu po Mussoliniho sebeobraně, a 13. června 1924 prohlásil, že „útočníci na poslance Matteottiho se nedopustili zločinu proti socialismu; spíše se dopustili zločinu – a velmi závažného – proti fašismu, proti základu našeho revolučního hnutí". Poté se pustil do stranického kolegy Alda Finziho, který veřejně kritizoval existenci fašistické Čeky, ale podle Grandiho „měl předložit své stížnosti, pokud nějaké měl, straně, a ne chodit s nějakými memorandy do novin". 23. června 1924 pak pronesl v Bologni řeč před černokošiláči, v níž vyjádřilo solidaritu s Mussolinim, a shrnul ji slovy: „Revoluce se nyní stala státem. Záruky revoluce již nelze připisovat straně, ale spíše orgánům státu." Téhož dne Benito Mussolini nařídil fašistickým milicím se demobilizovat.
Dne 3. července 1924 byl Grandi jmenován náměstkem ministra vnitra, a poté byl od 14. května 1925 do 12. září 1929 náměstkem ministra zahraničí, přičemž Mussolini byl prozatímním ministrem. V roce 1929 byl Grandi znovu zvolen do sněmovny. Poté byl v letech 1929 až 1932 ministrem zahraničí, a když v červenci 1932 opustil svůj post v čele ministerstva, odjel do Londýna, kde až do roku 1939 působil jako italský velvyslanec.
Když roku 1929, v době vzniku Lateránských smluv, po vládním zácviku na pozici náměstka, Grandi nastoupil jako ministr zahraničí, bylo jeho ministerstvo ještě institucí s vnitřní kulturou v duchu devatenáctého století. Grandi aplikoval nový styl řízení a koncepci fašistické revoluce. Zejména dal každému, kdo absolvoval právo, politologii nebo ekonomii a obchod, příležitost zúčastnit se soutěže o diplomatická místa, do té doby vyhrazená potomkům šlechty. Grandiho zahraniční politika brzy musela čelit hospodářské krizi, která zasáhla celý svět. Možnost spolehnout se na nové talenty mladých lidí z nešlechtického prostředí mu dala příležitost od základů obnovit italskou diplomatickou třídu.
Grandiho přístup k mezinárodním vztahům se velmi lišil od přístupu, který razil Mussolini: zatímco diktátor k nim navzdory svým velkým komunikačním schopnostem přistupoval agresivně, jeho ministr se vydal cestou dialogu a obezřetnosti. Zatímco předseda vlády přemýšlel o tom, jak by mohl z hospodářské krize vytěžit konkurenční výhody, Grandi byl přesvědčen (a možná přesvědčil i některé další), že krize by mohla vytvořit pozitivní spolupráci mezi hlavními evropskými státy a že podpora této spolupráce by zvýšila prestiž Itálie až do bodu, kdy by Itálie byla přijata mezi velmoci. To byl cíl sledovaný fašismem a nyní snadněji dosažitelný tím, jak krize snižovala ekonomické rozdíly mezi státy.
Grandiho tři roky ve funkci ministra byly politicky a diplomaticky intenzivní. Ministerstvo přeorganizoval ve shodě s organizací ostatních státních orgánů a provedl požadovanou fašizaci. Pracoval na podpoře Italů v zahraničí, podporoval emigranty a poskytl jim síť konzulátů, která slouží dodnes. Také prosadil osvobození děti migrantů od vojenské služby, čímž ukončil situaci, kdy bylo mnoho mladých Italů, kteří vyrostli v zahraničí, zatčeno za vyhýbání se odvodu, jakmile se vrátili do vlasti, a nuceno vykonávat dlouhé tresty odnětí svobody, k nimž byli v nepřítomnosti odsouzeni vojenskými soudy, o kterých vůbec nevěděli.
Ve vztazích s jinými zeměmi Grandi prosazoval Itálii všude, kde mohl, vstupoval do všech mezinárodních organizací včetně nedůležitých a zapojoval se do všech podstatných diskusí o mezinárodních problémech. Itálie měla v zahraničí popularitu, jakou snad už nikdy později nedosáhla.
Tím však ministrův aktivismus upoutal pozornost Mussoliniho, který se obával, že by Grandi mohl získat větší prestiž než on a sebrat mu roli reprezentanta Itálie v zahraničí. Příležitost k zásahu poskytly ústupky, které ministr zahraničí začal dělat v otázce odzbrojení. V té době ovšem zbrojovky byly důležitou součástí italské výroby, takže případné drobné ústupky nemusely být pro Itálii vůbec bezvýznamné. za ve skutečnosti vůbec nevýznamné. Mussolini navíc nerad o bezpečnosti Itálie diskutoval s jinými státy. Grandiho proto obvinil, že se spřáhl s Británií a Francií, v červenci 1932 ho odvolal z funkce a odsunul na post velvyslance do Londýna.
Italská zahraniční politika se tak vrátila do rukou Duceho, jenž osobně převzal i tento úřad (celý proces odvolání byl proveden jednoduchým vzkazem, obsahujícím mimo jiné větu: „Zítra ráno v osm hodin přijdu převzít vedení"). To znamenalo konec mírové byť revizionistické politiky a definitivní odtržení od dosavadních tradic diplomacie. Jako velvyslanec v Londýně se Grandi seznámil s britskými politiky a měl s mnoha z nich velmi přátelské vztahy. Pozorně sledoval a podporoval Churchillovo sbližování s Itálií. Vazby mezi totalitními režimy však byly silnější, a tak se jeho plány na prosazení paktu mezi Římem a Londýnem nakonec ukázaly jako nereálné, když se Mussolini rozhodl spojit svůj osud s osudem hitlerovského Německa. Dino Grandi se také angažoval jako zednář.
Grandi se 12. července 1939 vrátil do vlády jako ministr spravedlnosti. Jeho zásluhou bylo zlepšení zákonodárství: prosadil novou podobu občanského zákoníku, občanského soudního řádu a navigačního řádu v roce 1942, jakož novelizaci i zákona o bankrotu, soudního řádu a další změny. Osobně sledoval závěrečné fáze kodifikace a využíval zkušené právníky, z nichž mnozí (například Piero Calamandrei a Francesco Messineo) byli známí antifašisté.

### Předsednictví dolní komory
V XXX. volebním období se Poslanecká sněmovna přejmenovala na Sněmovnu svazků a korporací. Po smrti jejího předsedou Costanza Ciana v červnu 1939 bylo nutné najít nástupce. Volba padla na Grandiho. Ten byl totiž jedním z prvních fašistických poslanců (poprvé zvolen v roce 1921), již dříve byl místopředsedou komory a měl diplomatické schopnosti. Dne 30. listopadu 1939 se tak stal předsedou komory a strážcem státní pečetí a úřad zastával až do února 1943.
Dne 25. března 1943 Grandi obdržel Řád zvěstování. Začátkem července 1943, po dlouhé nepřítomnosti v Římě, se postavil proti návrhu Mussoliniho, aby fašističtí předáci po vylodění Spojenců na Sicílii svolali demonstrace ve všech městech a vyzvali občany k odporu: poté, co on i Federzoni pohrozili, že na náměstí v Bologni nevystoupí, byl tento nápad opuštěn.

### Straník
Ve stranickém životě dokázal Grandi využít pozic, kterých dosáhl v době střetu s Mussolinim, ale postupně si v hierarchii fašistické strany vytvořil četné odpůrce. Ǔroveň jeho mezinárodních vztahů, s níž se mohl srovnávat pouze Ciano, ho vzdálila lidovým fašistickým politikům. Opovrhoval například Achillem Staracem, autorem neobratných kampaní, například za italianizaci příjmení. Prohlásil o něm, že není v zásadě zlý, ale že je „chudáček". To ho přivedlo do konfliktu s Ducem, který na Staraceho obranu tohoto politika popsal jako „idiota, ano, ale poslušného".
Kontrast se Staracem v chování, pojetí a stylu, stejně jako rozdíl v myšlenkových schopnostech, symbolizuje Grandiho odstup od drsného světa fašistických aktivistů. Sám o sobě v roce 1942, když mluvil s Cianem, řekl: „Nevím, jak se mi podařilo se dvacet let vydávat za fašistu." Co se týče jeho vztahu s Mussolinim a údajné neposlušnosti, snažil se ospravedlnit pomocí rétorických triků a vysvětlovat, že loajalita není synonymem poslušnosti. Jako „milovník klikatých uliček" (jak řekl Bottai) si získal důvěru Savojské dynastie a zejména Viktora Emanuela III. V roce 1937 byl jmenován hrabětem z Mordana a později obdržel řád zvěstování, což mělo za následek, že se stal „bratrancem krále". Z důvodů, které jsou dodnes nejasné, ho Mussolini v roce 1941 poslal bojovat na řeckou frontu.

### Odvolání Mussoliniho
Dino Grandi byl spolu s dalšími předáky, Bottaiem a Federzonim, autorem návrhu předloženého zasedání Velké fašistické rady ve dnech 24. a 25. července 1943, na jehož konci byl Benito Mussolini odvolán. To vedlo k rychlému pádu italského fašistického režimu.
Po pádu fašistické vlády se Grandi pokusil znovu stát diplomatem a nabídl, že pojede do Madridu vyjednávat příměří s Angloameričany, ale král ho již nepotřeboval. 18. srpna 1943 tedy Grandi odjel pod falešným jménem se svou rodinou do Španělska, neutrální země, a poté se přestěhoval do Portugalska, zatímco kontakty se Spojenci probíhaly jinými kanály, dokud nebylo vyhlášeno příměří (8. září 1943). Současné rozhodnutí prezidenta Spojených států amerických Franklina Delana Roosevelta vetovat Grandiho kandidaturu na vládní pozice znamenalo konec Grandiho politické kariéry.
Za to, že podporoval návrh z 25. července 1943, byl Grandi spolu s dalšími předáky fašistického režimu soudem Italské sociální republiky v takzvaném veronském procesu odsouzen k trestu smrti. Nepodařilo se ho však zajmout, a tak rozsudek vynesený v nepřítomnosti nebyl nikdy vykonán.

#### Příprava
Grandi byl autorem známého návrhu, který 25. července 1943 vedl k pádu Mussoliniho: jeho hlas byl rozhodující a jeho vliv na ostatní členy Velké fašistické rady byl zásadní. Grandi se už nějakou dobu spolu s Giuseppem Bottaiem a Galeazzem Cianem domníval, že východisko z vojenské porážky Itálie lze najít pouze nahrazením Duceho. Mussoliniho křečovitá identifikace sama sebe s fašismem a režimem podle jejich názoru vedla k tomu, že původní fašistická myšlenka byla ovlivněna a kompromitována jeho chybami. Mussoliniho chyby v podstatě ohrozily samotné přežití fašismu a pokud by se nenašlo řešení, on i fašismus by byli odsouzeni k zániku. Je tedy lepší obětovat vůdce, aby se vytvořil potenciál následné reformy, než čekat na události, které pravděpodobně povedou k rozpadu režimu.
Pozice Grandiho, Ciana a Bottaie se však mírně lišily.
- Grandi si do svých deníků, pár měsíců před 25. červencem, zapsal: „Jsme to my, kdo nezávisle na nepříteli musíme prokázat schopnost znovu dobýt svou ztracenou svobodu. ... Mussolini, diktatura, fašismus se musí obětovat, ... musí „spáchat sebevraždu", čímž prokáží touto obětí svou lásku k národu..."[12]

- Pokud Grandi považoval fašistickou zkušenost za ukončenou a politickou sebevraždu téměř za „fašistickou povinnost", Bottai připisoval výhradní odpovědnost za chyby Ducemu a byl si jistý, že fašismus (nebo možná vysoce ideální představa o něm, kterou o něm pěstoval) by mohl brzy zazářit v novém světle, jakmile jeho kontroverzní vůdce padne;
- Ciano naopak pragmaticky viděl před sebou řešení „v italském stylu". Jednomu ze svých partnerů řekl: „Mussolini odejde a my se nějak protlučeme." Předvídal také následné přerozdělení některých ministerstev a výměnu křesel („pak si vyměníme místa").

S Grandiho pozicí snad souvisí jeho stálý antagonismus vůči Mussolinimu, která provázel jejich kariéru od roku 1914 a jehož následkem mohla být pomalu se vkrádající zášť.
Spouštěčem mohl být i návrh nového obsazení nejvyšších státních úředníků, které si Mussolini přál v první polovině roku 1943. Ciano, zeť Duceho a bratranec krále (protože obdržel řád zvěstování), dobrý Montiniho přítel, byl spolu s Bottaiem a Grandim třetím a nejneočekávanějším prosazovatelem návrhu na vyslovení nedůvěry.

#### Plán a jeho provedení
Plán byl uskutečněn po polovině roku, ale vznikl už krátce po rekonstrukci kabinetu. Akce nebyla schválena Viktorem Emanuelem III. Květnový záznam v Grandiho deníku ukazuje značné časové rozpětí pro zrání rozhodnutí odvolat Duceho. Během soukromé audience u panovníka 4. června Grandi svůj plán představil. Král řekl, že pouze parlament nebo Velká rada mu mohou „ukázat cestu". Grandi později vzpomínal: „Viktor Emanuel vzal na vědomí mou žádost a při vědomí nemožnosti svolat parlament poprvé označil Velkou radu jako možnou „náhradu"."
Plán zahrnoval i okamžité zatčení Mussoliniho, který by byl odvezen na bezpečné místo chráněné karabiniéry a policií, po kterém by nová vláda bez jakéhokoli komentáře oznámila jeho rezignaci. Grandi dále prohlásil, že ihned po změně vlády bude muset Itálie obrátit své zbraně proti svému německému spojenci, čímž by neutralizovala deklaraci Spojenců z Casablancy, požadující bezpodmínečnou kapitulaci. „[…] bylo třeba se oddělit od Německa, pustit se bez váhání do boje proti němu, dříve než by se mohla zhmotnit nevyhnutelná pomsta, a současně navázat kontakty s Angloameričany a požádat je, aby se vzdali [požadavku na] bezpodmínečnou kapitulaci, neboť Itálie již obrátila zbraně proti společnému nepříteli."
Král Grandiho v jeho snaze podpořil a povzbudil ho ujištěním, že by vládu svěřil váženému maršálu Cavigliovi (místo toho se pak král v polovině července rozhodl dát tento úkol maršálu Pietru Badogliovi, kterého repektovaly vysoké vojenské kruhy). Panovník však zůstal skeptický ohledně možnosti bojovat proti Němcům.
Grandi se vrátil do Bologni, kde zůstal více než měsíc a půl (přestože byl předsedou dolní komory), uklidněn skutečností, že si král uvědomil dramatičnost situace, ale znepokojen jeho sklonem k prokrastinaci. 15. července k němu dorazila zpráva, že Angloameričané dobyli města Augusta a Syrakusy. 18. července se dozvěděl, že 16. července fašističtí předáci požádali Mussoliniho, aby urychleně svolal Velkou fašistickou radu, která se nesešla od 7. prosince 1939. V tomto okamžiku, když ztratil naději v panovníkovu vůli jednat autonomně, odjel 19. července do Říma a vzal s sebou první návrh svého budoucího návrhu. Ve stejný den se Mussolini a Ambrosio setkali s Hitlerem a německými generály poblíž Feltre, ale bez úspěchu. 21. července se Grandi vydal do ústředí strany; tam se dozvěděl, že Mussolini po návratu z Feltre přijal žádost o svolání Velké fašistické rady a stanovil datum na sobotu 24. července na 17 hodin (skončila pak téměř za úsvitu 25. července). Během zbývajících tří dnů začal Grandi kontaktovat členy rady a žádal je o podporu programu, který měl v úmyslu předložit. Snad pro jakési uspokojení nebo z politické loajality Grandi ráno 23. července informoval o svém návrhu i Mussoliniho. Duce mu uspokojení odepřel a naslouchal bez mrknutí oka.
„Řekl jsem Mussolinimu vše […] předem jsem mu oznámil, co budu říkat a dělat ve V.R., zapřísahal jsem ho, aby spontánně složil do rukou krále všechny občanské a vojenské pravomoci jako jedinou možnou alternativu pro řešení války a pro úplné obnovení ústavy. […] Očekával jsem od Mussoliniho násilnou reakci. Ta nepřišla. Nepřerušoval mě, stále se na mě upřeně a zachmuřeně díval, nervózně si pohrával s tužkou. Poté Duce, když odmítl mé požadavky, mě propustil s Nashledanou pozítří ve V.R. […] Odcházel jsem z Palazzo Venezia smutně. Nezbylo než jít až do konce."
Fašističtí předáci, které kontaktoval, mu vyjádřili podporu. Grandimu se však podařilo promluvit pouze s polovinou členů Velké rady. Vše tedy záviselo na výsledku diskuse v Palazzo Venezia.
Kromě Dina Grandiho hlasovalo pro návrh na vyslovení nedůvěry Mussolinimu, osmnáct dalších: Giacomo Acerbo, Umberto Albini, Dino Alfieri, Giovanni Balella, Giuseppe Bastianini, Annio Bignardi, Giuseppe Bottai, Tullio Cianetti (který pak nazítří dopisem Mussolinimu rezignoval na členství), Galeazzo Ciano, Emilio De Bono, Alfredo de Marsico, Alberto De Stefani, Cesare Maria De Vecchi, Luigi Federzoni, Luciano Gottardi, Giovanni Marinelli, Carlo Pareschi a Edmondo Rossoni. Proti bylo osm členů: Carlo Alberto Biggini, Guido Buffarini-Guidi, Roberto Farinacci, Ettore Frattari, Enzo Emilio Galbiati, Gaetano Polverelli, Carlo Scorza a Antonino Tringali Casanuova. Jeden se zdržel, Giacomo Suardo.

### Po druhé světové válce
V roce 1943 se Grandi přestěhoval ze Španělska do Portugalska, kde žil až do roku 1948. V roce 1947 byl souzen jako bývalý fašistický vůdce, byl však osvobozen.
40. léta 20. století byla pro Grandiho obtížná: v Portugalsku dával lekce latiny, zatímco jeho žena pracovala jako švadlena, aby přežili. V 50. letech 20. století, kdy zastával reprezentativní pozice pro automobilku Fiat, se však jeho situace opět zlepšila. V té době byl také pravidelným konzultantem amerických úřadů, zejména velvyslankyně v Římě Clare Boothe Luceové. Grandi často sloužil jako prostředník v politických a průmyslových transakcích mezi Itálií a Spojenými státy. Poté se přestěhoval do Latinské Ameriky, kde žil převážně v Brazílii a stal se majitelem statku.
Definitivně se Grandi vrátil do Itálie v šedesátých letech. Provozoval pak farmu na modenském venkově v Albaretu. V Itálii navázal dvacetiletý intelektuální vztah s nejvýznamnějším historikem fašismu, Renzem De Felicem. Nakonec se usadil v historickém centru Bologni, kde zemřel v roce 1988 krátce před dovršením 93 let, tři roky po vydání své politické autobiografie Il mio paese. Je pohřben na hřbitově v Certosa di Bologna.

## Dílo
Během své mnohaleté diplomatické činnosti Grandi vybudoval rozsáhlý archiv, který se skládal ze soukromé korespondence, oficiálních dokumentů a polooficiálních dokumentů. Doufal, že se mu podaří zachovat většinu z něj umístěním na různá místa. Navzdory těmto opatřením byla značná část ukradena a rozptýlena (například vše, co se našlo v jeho římském domě, vyplenili stoupenci Duceho po 25. červenci 1943). Mezi lety 1974 a 1978 Grandi daroval všechny své dokumenty profesoru Renzovi De Feliceovi, se kterým se seznámil na začátku 60. let.